# Kanton Perpignan-3
Kanton Perpignan-3 (fr. Canton de Perpignan-3) je francouzský kanton v departementu Pyrénées-Orientales v regionu Languedoc-Roussillon. Tvoří ho čtvrť Saint-Gauderique v jihovýchodní části města Perpignan a sousedící obec Cabestany.